# Patrimonialismo
Il Patrimonialismo è una forma di governo in cui tutti i flussi di potere provengono direttamente dal leader. Ciò costituisce in sostanza una fusione del settore pubblico e privato. Tali regimi sono autocratici o oligarchici ed escludono le classi medie e superiori dal potere. È cosa tipica che i leader di questi paesi godano di un potere personale assoluto. Di solito, gli eserciti di questi paesi sono fedeli al leader, non alla nazione.

## Varie definizioni

### Max Weber
Max Weber ha scritto circa il patrimonialismo come forma di governo. Inizialmente era centrata sulle strutture familiari, in particolare sull'autorità dei padri nelle famiglie, quindi il patriarcato. Ma il patriarcato ne descrive solo la forma primitiva e più ridotta. Per Weber, monarchie patrimoniali e forme di governo simili erano proiezioni del patriarcato (il ruolo del padre all'interno della famiglia) su un gruppo più ampio di relazioni sociali. Nello studio di Weber sui poteri tradizionali (dominio), esistono due forme principali di patrimonialismo. Una forma è caratterizzata da una struttura verticale dall'alto al basso in cui l'imperatore o sultano governa in base alla propria autorità legittima attraverso i tradizionali funzionari burocratici (ad esempio gli eunuchi). In linea di principio la Chiesa cattolica è patrimoniale in quanto, in senso stretto, il Papa è sovrano patrimoniale. 
Anche l'altra forma di patrimonialismo è strutturata dall'alto al basso, ma si avvicina al tipo ideale di feudalesimo dell'Europa occidentale, con una base di autorità legittimata al di fuori dell'autorità del sovrano centrale. Nel XII secolo in Francia o in Inghilterra, per esempio, potrebbe essere costituito dalla aristocrazia cavalleresca. Questa forma feudale di patrimonialismo è poi evoluta in forme di monarchia costituzionale. Il Senato degli Stati Uniti è un residuo della Camera dei Lord britannica. I Lord erano letteralmente i pari del regno. L'argomentazione generale di Weber era che con la modernità, le forme di autorità patrimoniali, tradizionali e burocratiche, alla fine, hanno contribuito al moderno razionalismo capitalista burocratico, in quanto principio fondamentale sia del governo sia dell'amministrazione.

### Nathan Quimpo
Nathan Quimpo definisce il patrimonialismo come "un tipo di governo, in cui il sovrano non fa distinzione tra pubblico e patrimonio personale e tratta le questioni e le risorse dello Stato come la sua vicenda personale"

### Julia Adams
Julia Adams, sociologo presso la Yale University, sostiene la necessità di una più ampia applicazione del termine.

### J. I. (Hans) Bakker
J. I. (Hans) Bakker, sociologo presso la University of Guelph, ha applicato il tipo ideale per la storia dell'Indonesia in età precoloniale, coloniale e post-coloniale.

## Esempi storici
L'Indonesia, prima e durante il "Nuovo Ordine" di Suharto, è spesso citata per essere patrimoniale nella sua dimensione politica-economia..
Una percentuale sorprendentemente elevata di regimi militari del XX secolo emergeva nei paesi che erano stati occupati dagli Stati Uniti . Altri esempi includono il regime di Shah Mohammad Reza Pahlavi dopo l'intervento degli statunitensi nel 1953, i regimi di Somoza, Duvalier e Trujillo (i loro paesi furono occupati dai marines statunitensi rispettivamente nel 1912-33, nel 1915–34 e nel 1916–24), e, infine, il regime di Batista a Cuba.
Un'enorme ironia sta nel fatto che, rovesciando i proprietari terrieri indigeni e borghesia, gli statunitense abbiano creato proprio il tipo di regime che potenzialmente potrebbe essere rovesciato da Comunisti e rivoluzionari Islamici. I tentativi di rivoluzione islamica in Egitto e rivoluzioni comuniste in Colombia sono fallite a causa della forza delle istituzioni indigene. Le rivoluzioni a Cuba, in Nicaragua e in Iran sarebbero quasi sicuramente non accaduti se non ci fosse stato l'interventismo statunitense.
Di solito, le classi medi ed elevate hanno troppo da perdere dalle rivoluzioni, ma questo non è il caso nei regime patrimoniali. Per esempio, la classe media nicaraguense diede sostegno ai Sandinisti dopo gli espropri effettuati da parte di Somoza per aiutare le vittime del terremoto in Managua.